# 煉瓦職人

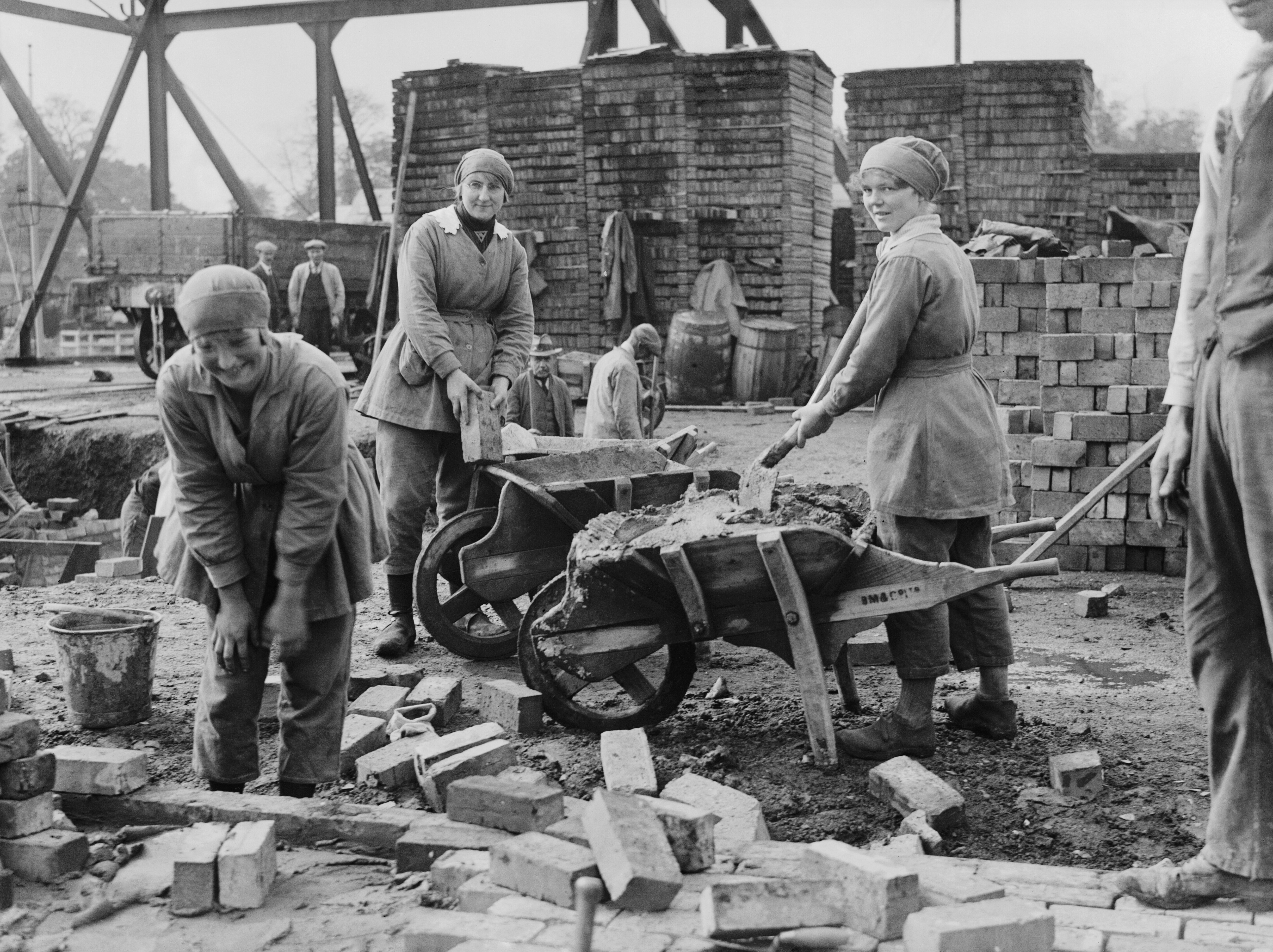
煉瓦を積む準備をする煉瓦職人たち(1917)

煉瓦職人（れんがしょくにん、英語:Bricklayer）とは、煉瓦を積んで煉瓦造りの建物を建設する職人である。またその他のブロックを使って石積建築をする人々も指す。
また、煉瓦積みは元イギリス首相のウィンストン・チャーチルがそうであったように趣味で楽しむことができる。
速さと正確さの両方が評価される競技会が開催されており、最大のものはアメリカ合衆国ネバダ州ラスベガスで毎年開催される「Spec-Mix Bricklayer 500」である。

## 下積み
プロの煉瓦職人は通常、約3〜4年間の実地訓練と教室での指導を組み合わせた正式な見習い期間を経るが、一部の煉瓦職人は完全に実地経験から学ぶこともある。組合や雇用主は見習い制度を提供することがあり、これによりレンガ積みの経験がほとんどまたはまったくない個人は、より経験豊富な従業員の下で基本的なスキルを学ぶことができる。多くの国の現代の煉瓦職人は、湿気や水の浸入の影響、断熱、建設資材の科学に関する一般知識、職業上の健康と安全など、基本的な関連概念を理解していることを示すカリキュラムを完了するために、職業学校に通ったり、見習い期間を過ごしたりする必要がある。